# Acraea kenya
Acraea kenya är en fjärilsart som beskrevs av Van Someren och Rogers 1926. Acraea kenya ingår i släktet Acraea och familjen praktfjärilar. Inga underarter finns listade i Catalogue of Life.